# ウルフギャング・パック
ウルフギャング・パック（Wolfgang Puck、1949年7月8日 - ）は、オーストリア生まれの料理人で実業家。「スターシェフ」、｢アメリカ料理を変えた料理人｣、「アカデミー賞公式シェフ」と呼ばれる。

## プロフィール

### 「スパーゴ」
オーストリアで生まれ、10代の頃よりフランス・パリの「マキシム」やモンテカルロの「オテル・ド・パリ」などの3つ星レストランで修業した後、1973年にアメリカに渡る。その後1982年に同国カリフォルニア州ロサンゼルスの有名レストラン｢スパーゴ（Spago）｣の共同オーナー兼メインシェフとして一世を風靡し、一躍アメリカを代表するスターシェフの1人となった。

### スターシェフ
後に自らの名前を冠した「ウルフギャング・パック・カフェ」、「ウルフギャング・パック・エクスプレス」、「ウルフギャング・パック・バー&グリル」などのレストランチェーンを起こし成功させ、現在はアメリカ全土の他に「ウルフギャング・パック・カフェ」、「ウルフギャング・パック・エクスプレス」などのブランド名で世界各国に展開しており、日本でもコロワイドグループのダブリューピィージャパンが全国各地で数店舗を展開している。また、ロサンゼルスを代表する高級レストランである｢ル・オランジェリー｣や｢ザ・マンダリン｣なども経営する傍ら、自ら厨房に立ち調理を行う。

### アカデミー賞授賞式公式シェフ
アカデミー賞授賞式のディナーにおける料理の総責任者を務める他、自ら出演する料理番組が2002年にエミー賞を受賞するなど、現在もアメリカを代表するスターシェフの1人として君臨する。